# Crucero protegido

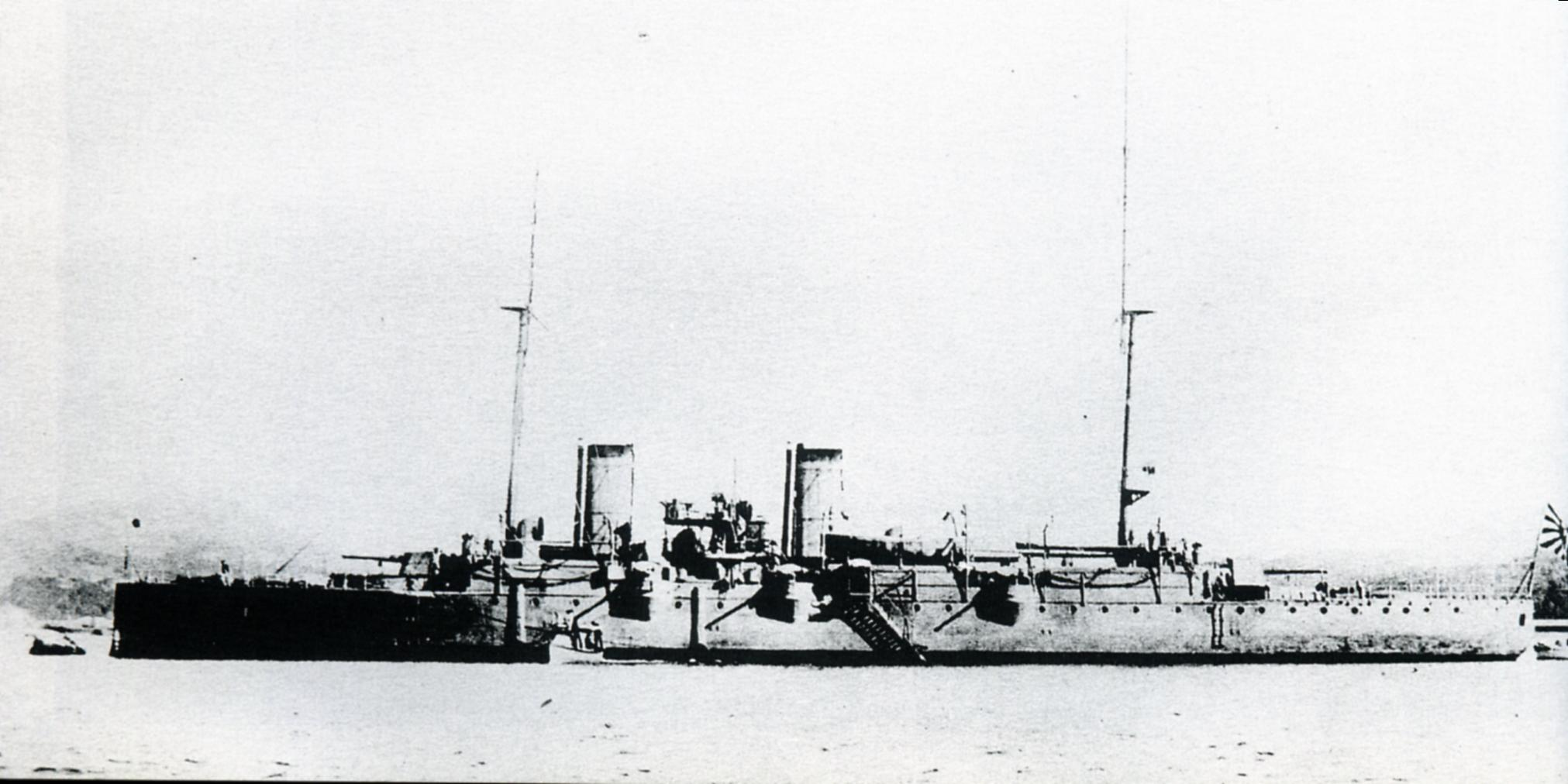
El crucero protegido Esmeralda, construido por el astillero de Elswick de la Casa Armstrong para la Armada de Chile, fue el primer buque de guerra de este tipo en el mundo.

Los cruceros protegidos eran un tipo de buque de guerra de finales del siglo XIX y principios del siglo XX. Estaban menos protegidos que los cruceros acorazados y poseían una cubierta blindada que se curvaba por los lados protegiendo ligeramente los costados de la nave. Mientras que los cruceros acorazados evolucionaron hacia los cruceros de batalla (y los acorazados pre-dreadnought fueron substituidos por los dreadnought), el crucero protegido se considera el precursor de los cruceros ligeros y pesados.
Estaban bien armados y eran capaces de detener en caso de guerra el tráfico mercante enemigo o de proteger las rutas marinas coloniales propias en ultramar en caso de necesidad. Fueron el núcleo de las escuadras coloniales, dejando a los acorazados como buques principales para la guerra naval de primera línea.
La aparición, en 1906, del acorazado británico HMS Dreadnought hizo que tanto los cruceros protegidos como los cruceros acorazados quedasen obsoletos.

## Características del diseño

Una sección esquemática de un crucero protegido que ilustra el esquema de protección. Las líneas rojas delimitan la cubierta blindada y los escudos de armas, y las áreas grises representan las carboneras protectoras. Tenga en cuenta que la cubierta es más gruesa en las pendientes, que la carbonera superior está dividida longitudinalmente para permitir que se mantenga la capa exterior de carbón mientras se vacía la carbonera interior, y el doble fondo estanco.

Después de la introducción del obús perforante, los buques de guerra necesitaban protección adicional, y los cruceros protegidos fueron construidos alrededor de 1880 para cubrir estas necesidades. En un crucero protegido, el blindaje se situaba acorde a las cubiertas dentro del casco, protegiendo las calderas y las máquinas de vapor. Los cruceros protegidos típicos desplazaban entre 2500 y 7000 toneladas, y estaban armados con cañones de 100 a 152 mm y eran capaces de desarrollar velocidades de entre 18 y 23 nudos. 

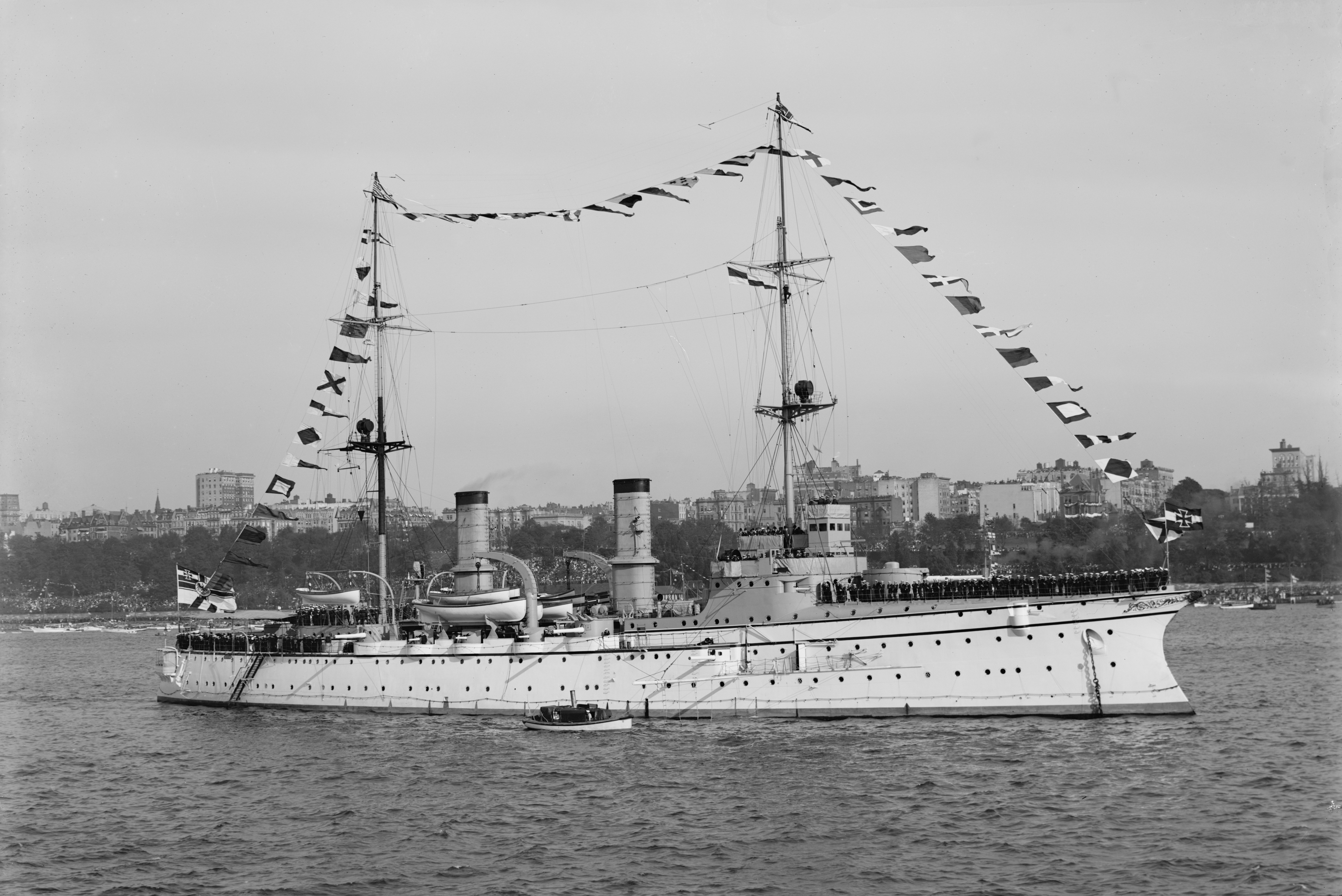
SMS Hertha

Alrededor de 1910, al aumentar de calidad del blindaje y comenzar los motores de turbina de vapor, más ligeros y con más potencia que sus predecesores, los cruceros protegidos existentes empezaron a resultar anticuados, ya que eran más lentos y menos protegidos que las nuevas naves. Posteriormente, se introdujeron las calderas de diésel, haciendo que los arcones laterales de carbón resultaran innecesarios y perdiendo por tanto su protección. Los cruceros protegidos fueron substituidos por los "cruceros ligeros" protegidos por un cinturón blindado lateral y cubiertas blindadas, en vez de solo la cubierta, evolucionando más adelante hacia los cruceros pesados.

## Cruceros protegidos en la U.S. Navy
El primer crucero protegido de la Armada de los Estados Unidos fue el USS Atlanta, lanzado en octubre de 1884, seguido por el Boston en diciembre y Chicago al año más tarde. Una serie numerada de cruceros comenzó con el Newark (crucero N.º 1), aunque el Charleston (el crucero N.º 2) fue el primero que se botó, en julio de 1888, y concluyó con otro Charleston (crucero N.º 22), lanzado en 1904. El último sobreviviente de esta serie es el USS Olympia (C6), preservado como nave museo en Filadelfia. 
La reclasificación del 17 de julio de 1920 ponía fin al uso en los Estados Unidos del término "crucero protegido". Las naves existentes señaladas con dicha catalogación, serían designadas únicamente como "cruceros" con nuevos numerales (de modo que los cruceros acorazados pudieran conservar sus numerales).

## Cruceros protegidos en la Royal Navy
La Marina de guerra real británica clasificó los cruceros como de primera, segunda y tercera clase entre 1880 y 1905, y los construyó en gran cantidad para la protección del comercio. Durante la mayor parte de este tiempo, tales cruceros fueron construidos con un estilo de crucero protegido más que de crucero acorazado. 
Los cruceros protegidos primera clase eran tan grandes y tan bien blindados como los cruceros acorazados, y fueron construidos como una alternativa al crucero acorazado de la primera clase. 
Los cruceros protegidos segunda clase eran menores, desplazando entre 3000-5500 toneladas y tenían entre sus funciones la protección de las rutas comerciales y el de actuar como exploradores para la flota. 
Los cruceros de tercera clase eran más pequeños, carecieron de un fondo doble hermético y fueron pensados sobre todo para funciones de protección de las rutas comerciales, aunque algunos cruceros pequeños fueron construidos para los papeles del explorador de la flota o como los cruceros "torpedo" durante la "era de la protección". La introducción del blindaje Krupp con un espesor de seis pulgadas confirió al esquema de protección acorazado más eficacia para los cruceros de primera clase, y no se construyeron más cruceros protegidos después de 1898. 
Los cruceros más pequeños, incapaces de llevar el peso de los pesados cinturones blindados, conservaron el esquema "protegido" hasta 1905, cuando fueron terminadas las unidades de las clases Challenger y Highflyer. Hubo un hito general en la producción británica de cruceros después de este punto, aparte de algunas clases de los cruceros pequeños, rápidos para la función de exploradores de la flota. Cuando la Royal Navy comenzó a construir cruceros más grandes (más de 4000 toneladas) otra vez alrededor 1910, utilizaron una mezcla de cubiertas blindadas y/o de cinturones blindados para la protección, dependiendo de la clase. Estos modernos cruceros, accionados por turbinas, se clasifican correctamente como cruceros ligeros.

## Ejemplares supervivientes

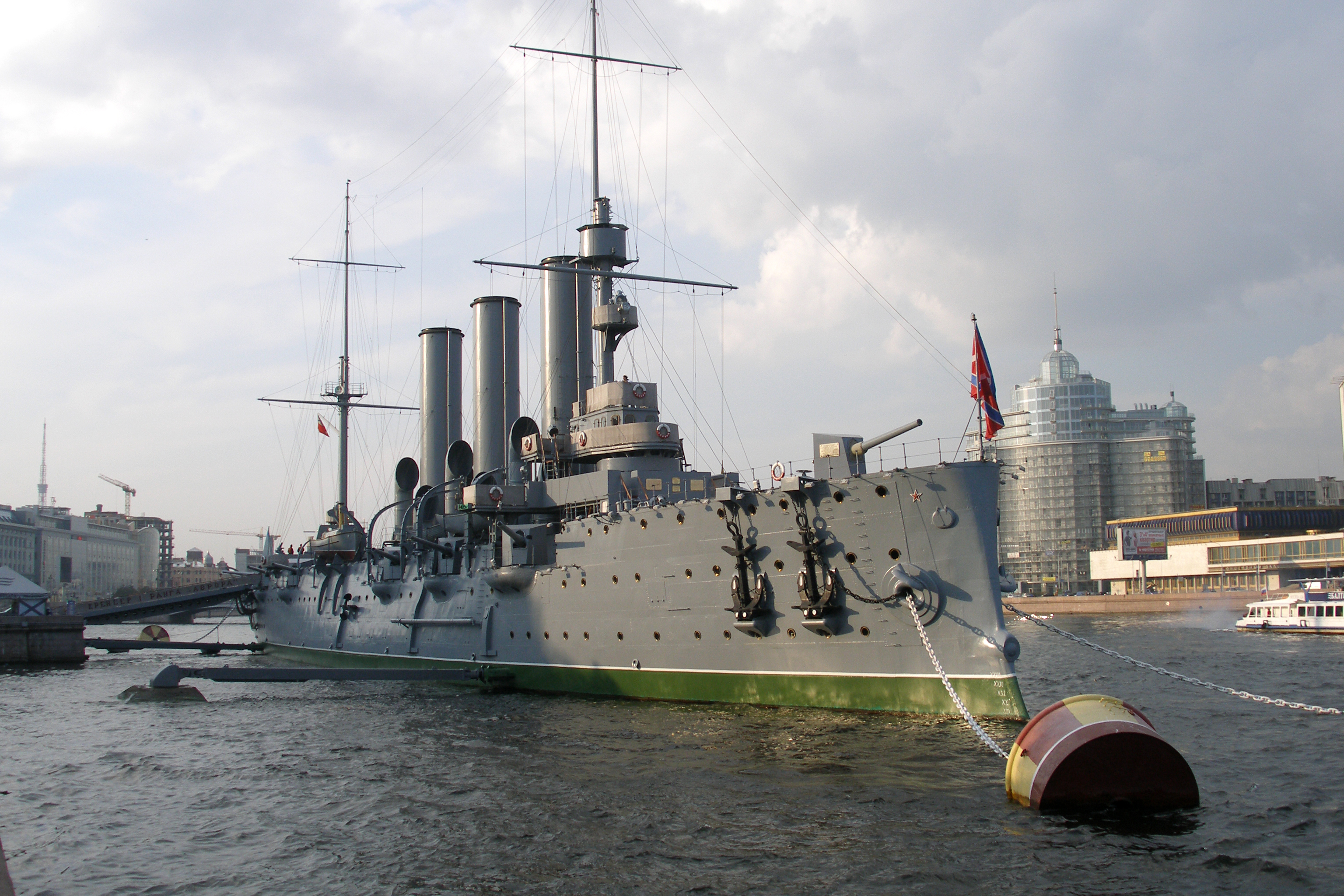
Crucero protegido ruso Aurora.

Algunos cruceros protegidos han sobrevivido convertidos en buque museo:
- Crucero ruso Aurora, en San Petersburgo
- Crucero holandés HNLMS Bonaire, en Delfzijl
- Crucero estadounidense USS Olympia (C6), en Filadelfia
- Sección del puente del crucero italiano Puglia, en La Spezia